# Mike Taylor
 Mike Taylor  va ser un pilot de curses automobilístiques britànic que va arribar a disputar curses de Fórmula 1.
Mike Taylor va néixer el 24 d'abril del 1934 a Westminster, Londres, Anglaterra.

## A la F1
Va debutar a la cinquena cursa de la temporada 1959 (la desena temporada de la història) del campionat del món de la Fórmula 1, disputant el 18 de juliol del 1959 el GP de la Gran Bretanya al Circuit d'Aintree.
Mike Taylor va participar en dues proves puntuables pel campionat de la F1, disputades en dues temporades diferents (1959 - 1960), no aconseguint finalitzarcap cursa i no assolí cap punt pel campionat del món de pilots.

## Resultats a la Fórmula 1
| Any  | Equip                      | Xassís      | Motor  | 1   | 2   | 3   | 4   | 5       | 6   | 7   | 8   | 9   | 10  | Posició | Punts |
| ---- | -------------------------- | ----------- | ------ | --- | --- | --- | --- | ------- | --- | --- | --- | --- | --- | ------- | ----- |
| 1959 | Alan Brown Equipe          | Cooper (F2) | Climax | MON | 500 | HOL | FRA | GBR Ret | ALE | POR | ITA | USA |     | -       | 0     |
| 1960 | Taylor-Crawley Racing Team | Lotus       | Climax | ARG | MON | 500 | HOL | BEL NVS | FRA | GBR | POR | ITA | USA | -       | 0     |

### Resum
| Curses: | Victòries: | Pòdiums: | Poles: | Voltes ràpides: | Punts: |
| ------- | ---------- | -------- | ------ | --------------- | ------ |
| 2       | 0          | 0        | 0      | 0               | 0      |